# ARA Garibaldi
El ARA Garibaldi fue un crucero acorazado de la clase Giuseppe Garibaldi que prestó servicio con la Armada Argentina de 1896 a 1943. Fue puesto en gradas en 1893, botado en 1895 y asignado en 1896 en Ansaldo, Italia.

## Construcción y cesión a Argentina
Iniciado como crucero acorazado Giuseppe Garibaldi para la Regia Marina italiana, fue vendido a Argentina, junto a su gemelo Varese, recibiendo los nombres de ARA Garibaldi y ARA San Martín, respectivamente.
La venta se produjo tras presiones del financiero genovés Ferdinando Maria Perrone, en aquel tiempo representante de Ansaldo en Buenos Aires, provocadas por una crisis fronteriza entre Argentina y Chile.
El buque partió de Génova el 13 de octubre de 1896, rumbo a Argentina, llegando a Buenos Aires el 10 de diciembre, donde entró en servicio en la Armada de este país.

## Historia operacional

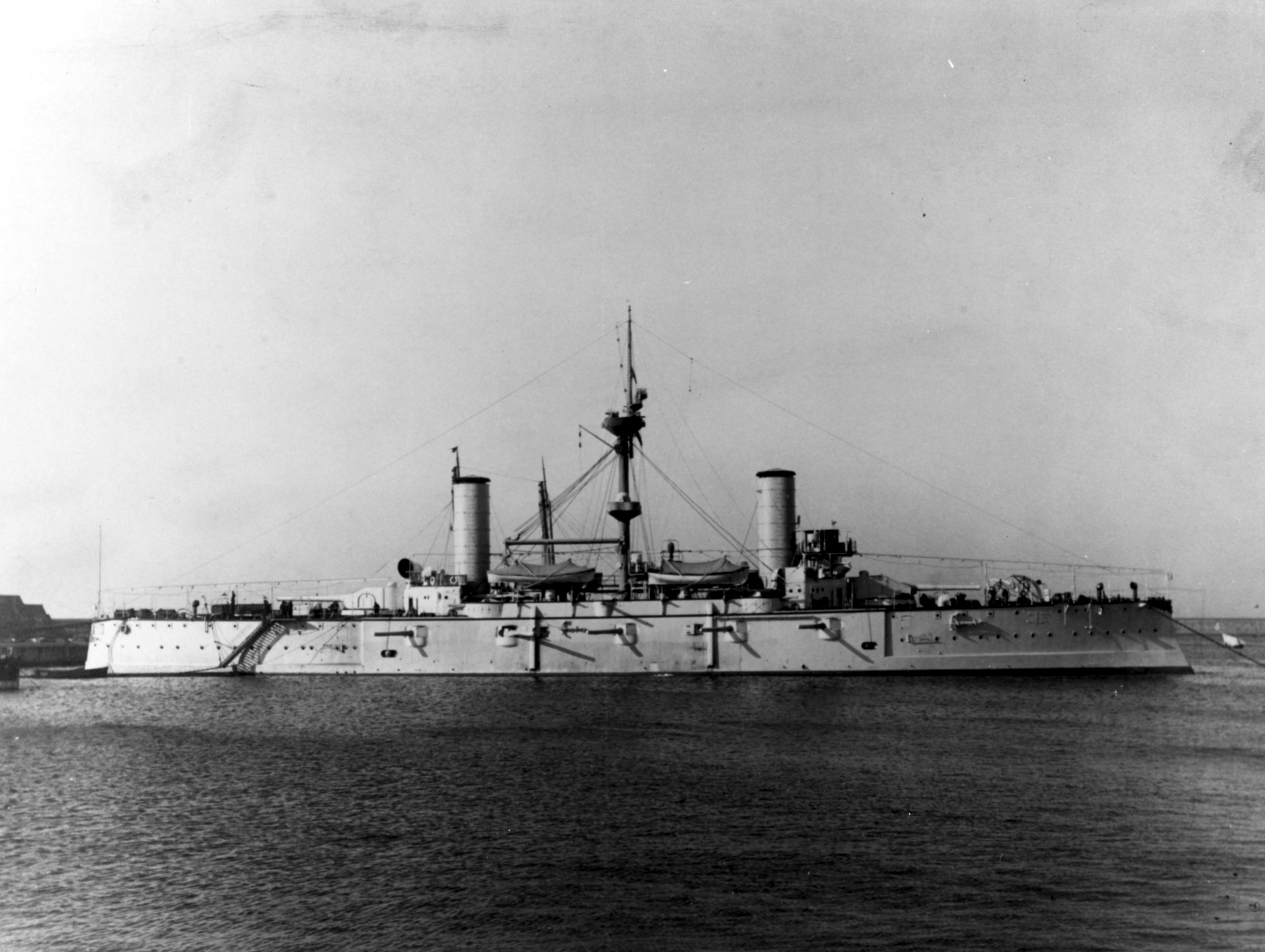
El crucero acorazado argentino ARA Garibaldi en torno a 1895.

Terminada la crisis con Chile, el 21 de enero de 1903 fue desarmado, para ser nuevamente armado en 1908 y destinado al servicio de adiestramiento de la Escuela de Artillería, para oficiales de cubierta, señaleros y maquinistas.
En 1924, en el Río de la Plata, presenta honores a una División Naval Italiana, formada por los cruceros acorazados San Marco y San Giorgio, que embarcaban al Príncipe de Piemonte en visita a Argentina.
En 1930 es reclasificado como buque escuela y, el 31 de agosto de 1931, nuevamente desarmado.
En los años 1932 y 1933, es empleado para extraerle piezas de recambio para sus buques gemelos aún en servicio, y el 20 de marzo de 1934, es definitivamente dado de baja.
El 5 de noviembre de 1935 es vendido, por la suma de 150.000 dólares, a la firma Julián Nery Huerta, que lo cede a la Compañía Transatlántica S.A. Argentina Comercial y Marítima, que, a su vez, lo vende a un desguace sueco.
El Garibaldi, partió por sus propios medios, con tripulación de la marina mercantil sueca, del puerto argentino de Río Santiago (Ensenada), hacia Suecia, donde entre 1936 y 1937 fue desguazado.